# キャッチ ア ウェーブ
『キャッチ ア ウェーブ』は豊田和真原作の小説。豊田が高1の時に執筆した小説である。2006年、三浦春馬主演で映画化された。

## ストーリー
高校1年生の夏休みに大洋、小林、田口の3人は湘南にある田口の別荘で夏休みを満喫しようと江ノ電に乗ってやってきた。湘南では水着ギャルやサーファー達が海を楽しんでいる。ところが、大洋達は別荘の鍵を無くしてしまう。そんな中、海辺で全裸で助けを求める男・デューク川原に出会う。このデューク川原との出会いで大洋達のリッチな夏休みは大きく変わることになる。

## 映画
2006年4月29日にテアトル新宿、渋谷HUMAXシネマ、シネマサンシャイン池袋他にて公開された。

### キャスト
- 佐々木大洋 - 三浦春馬
- ジュリア - 加藤ローサ
- 小林誠人 - 木村了
- 田口浩輔 - 濱田岳
- デューク川原の妻・貴子 - 益戸育江（特別出演）
- ジュリアの母 - とよた真帆
- マーク - 坂口憲二
- デューク川原 - 竹中直人
- ニック - 三船力也
- 桂亜沙美
- 西宮佑騎

ほか

### スタッフ
- 監督：高橋伸之
- 原作・脚本：豊田和真
- 音楽：澤野弘之
- プロデューサー：豊田俊穂、稲田秀樹
- エグゼクティブ・プロデューサー：和名愛吾、河井信哉
- アソシエイト・プロデューサー：大前典子、山本昭三、橋本芙美
- ラインプロデューサー：坂本忠久
- 脚本監修：末谷真澄
- サウンドデザイン：藤村義孝
- 選曲：石井和之
- 製作担当：持田一政
- 監督補：初山恭洋
- 助監督：本間美由紀
- 協力：日本プロサーフィン連盟
- プロダクション協力：ベイシス、バスク、フジアール、FLT、日活撮影所、IMAGICA、マリンポスト、NK特機、山田かつら　ほか
- 制作プロダクション：インダストリアル・ピクチャーズ、共同テレビジョン
- 製作：「キャッチ ア ウェーブ」製作委員会（ ワーナー・ブラザース映画、ギャガ、電通、フューチャー・プラネット）
- 配給： ワーナー・ブラザース映画
- 上映時間：116分

### 音楽・主題歌
- 音楽：DEPAPEPE
- 主題歌：Def Tech「Catch The Wave」（Euntalk）

### ソフト化
2006年8月25日発売。発売元はワーナー・ブラザース ホームエンターテイメント。
- キャッチ ア ウェーブ 期間限定出荷版（DVD1枚組）
  - 映像特典
    - メイキング

  - 音声特典
    - 撮影裏話（三浦春馬×加藤ローサ×竹中直人×監督：高橋伸之・収録映像付き）
- 【初回限定生産】キャッチ ア ウェーブ プレミアム・ボックス（DVD3枚組）
  - ディスク1：本編DVD（期間限定出荷版と同様）
  - ディスク2：特典DVD1
    - キャスト・監督インタビュー
    - 竹仲直人の世界
    - ロケ地別撮影風景
    - 音楽シーン集
    - 劇場予告編・TVスポット集

  - ディスク3：特典DVD2
    - Def Tech「Catch The Wave」オリジナル・ミュージックビデオ
    - プロサーファーシーン集

  - 封入特典
    - デューク川原のショップロゴ・タトゥステッカー

  - 特製アウターケース付き2枚組トールケース仕様